# Gare de Buffalo (Exchange Street)
Pour les articles homonymes, voir Gare de Buffalo.
La  gare d'Exchange Street est une gare ferroviaire des États-Unis située à Buffalo dans l'État de New York; elle est desservie par plusieurs lignes d'Amtrak.

## Histoire
Elle est mise en service en 1952.

## Service des voyageurs

### Desserte
Elle est desservie par des liaisons longue-distance Amtrak :
- L'Empire Service: Niagara Falls (NY) - New York
- Le Maple Leaf: Toronto - New York